# Station Dąbroszyn
Station Dąbroszyn is een spoorwegstation in de Poolse plaats Dąbroszyn.